# Болшое Григорово
Болшое Григорово (на руски: Большое Григорово) е село в Селивановски район на Владимирска област в Русия. Влиза в състава на Чертковската селска община.

## География
Селото е разположено на брега на река Кестромка, на 22 км северозападно от центъра на общината, село Чертково и на 13 км на североизток от районния център, Красная Горбатка.

## История
В списъка на селищата във Владимирска губерния от 1859 г. в село Болше Григорово има 33 къщи, земско народно училище. През 1896 г. учащите се са 35.
В края на 19 – началото на 20 век селото е център на Болше Григоровската волост на Судогодски уезд. През 1905 г. в Болше Григорово има 63 къщи.
От 1929 г. селото влиза в състава на Илинския селски съвет на Селивановски район, а по-късно – в състава на Селивановския селски съвет.

## Население
| 1859 г. | 1905 г. | 2010 г. |
| ------- | ------- | ------- |
| 338     | 355     | 10      |